# Abu Dhabi Grand Slam
L'Abu Dhabi Grand Slam, fino al 2013 classificato come Gran Prix, è un torneo internazionale di judo che si tiene annualmente a Abu Dhabi, negli Emirati Arabi Uniti.
Il torneo è parte del circuito IJF World Tour e conta ad oggi 15 edizioni.

## Edizioni
Di seguito la tabella delle edizioni del meeting.
| Edizione | Anno | Data           | Circuito            | Dettagli                  | Rif.   |
| -------- | ---- | -------------- | ------------------- | ------------------------- | ------ |
| 1°       | 2009 | 20-21 novembre | IJF World Tour 2009 | Abu Dhabi Grand Prix 2009 | [ 1 ]  |
| 2°       | 2010 | 22-24 novembre | IJF World Tour 2010 | Abu Dhabi Grand Prix 2010 | [ 2 ]  |
| 3°       | 2011 | 16-18 ottobre  | IJF World Tour 2011 | Abu Dhabi Grand Prix 2011 | [ 3 ]  |
| 4°       | 2012 | 11-13 ottobre  | IJF World Tour 2012 | Abu Dhabi Grand Prix 2012 | [ 4 ]  |
| 5°       | 2013 | 22-23 novembre | IJF World Tour 2013 | Abu Dhabi Grand Prix 2013 | [ 5 ]  |
| 6°       | 2014 | 31 ott - 2 nov | IJF World Tour 2014 | Abu Dhabi Grand Slam 2014 | [ 6 ]  |
| 7°       | 2015 | 30 ott - 1 nov | IJF World Tour 2015 | Abu Dhabi Grand Slam 2015 | [ 7 ]  |
| 8°       | 2016 | 28-30 ottobre  | IJF World Tour 2016 | Abu Dhabi Grand Slam 2016 | [ 8 ]  |
| 9°       | 2017 | 26-28 ottobre  | IJF World Tour 2017 | Abu Dhabi Grand Slam 2017 | [ 9 ]  |
| 10°      | 2018 | 27-29 ottobre  | IJF World Tour 2018 | Abu Dhabi Grand Slam 2018 | [ 10 ] |
| 11°      | 2019 | 24-26 ottobre  | IJF World Tour 2019 | Abu Dhabi Grand Slam 2019 | [ 11 ] |
| 12°      | 2021 | 26-28 novembre | IJF World Tour 2021 | Abu Dhabi Grand Slam 2021 | [ 12 ] |
| 13°      | 2022 | 21-23 ottobre  | IJF World Tour 2022 | Abu Dhabi Grand Slam 2022 | [ 13 ] |
| 14°      | 2023 | 24-26 ottobre  | IJF World Tour 2023 | Abu Dhabi Grand Slam 2023 | [ 14 ] |
| 15°      | 2024 | 11-13 ottobre  | IJF World Tour 2024 | Abu Dhabi Grand Slam 2024 | [ 15 ] |
| 16°      | 2025 | 17-19 ottobre  | IJF World Tour 2025 | Abu Dhabi Grand Slam 2025 | [ 16 ] |